# Auguste Busch

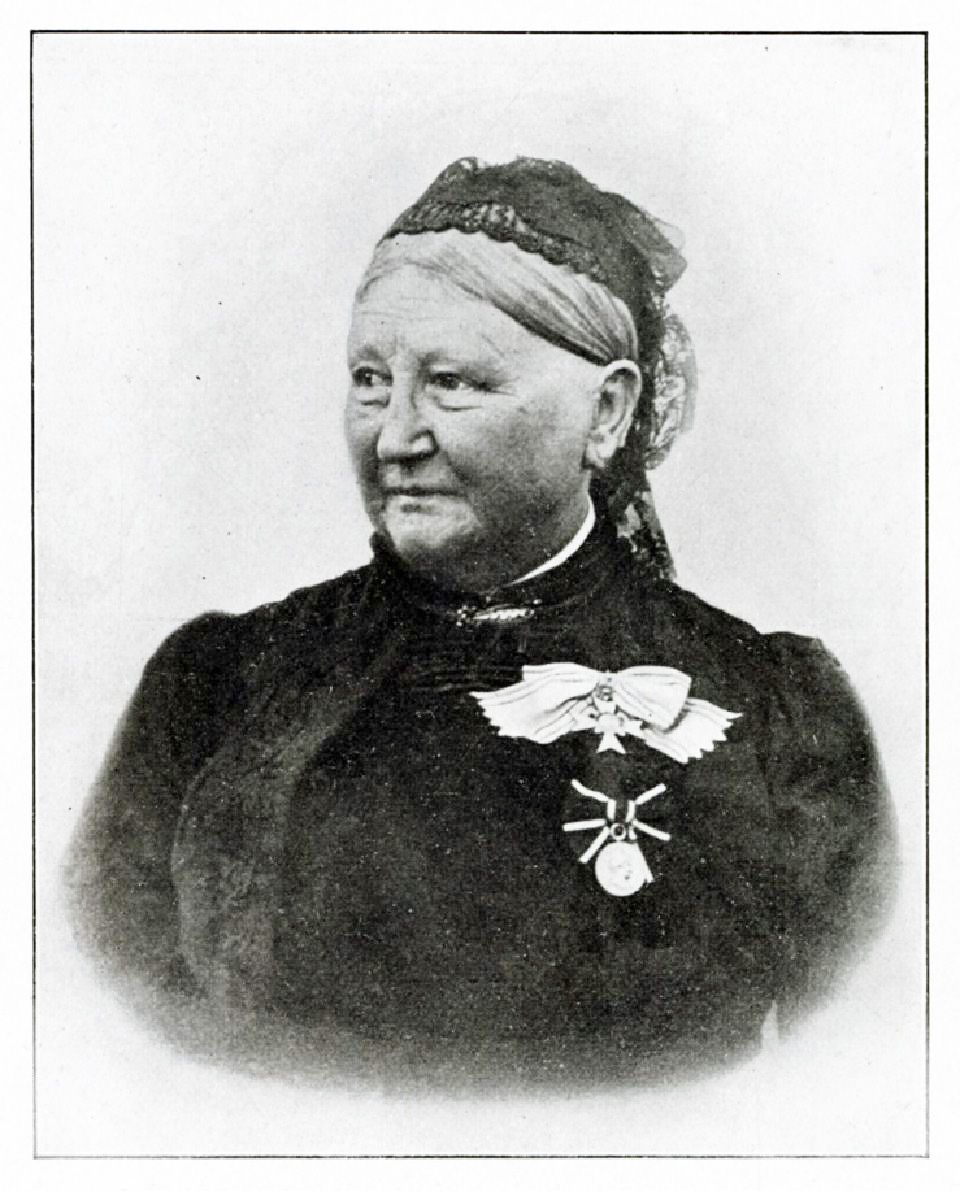
Auguste Busch, um 1905

Amalie Auguste Friederike Busch, geborene Berndt (* 1. Oktober 1829 in Eilenburg; † 19. Juni 1907 in Leipzig), war eine deutsche Pädagogin. Sie schuf in Leipzig einen hauswirtschaftlich ausgerichteten Berufsschulkomplex mit angeschlossenem Lehrerinnenseminar.

## Leben
Auguste Berndt war die Tochter des Horndrehmeisters Johann Gottlob Berndt und seiner Ehefrau Henriette Karoline. 1850 besaß sie ein Geschäft für Putz-, Wäsche- und Modewaren. 1857 heiratete sie den aus Oberbösa, Landkreis Weißensee bei Erfurt, stammenden Kaufmann Johann Heinrich August Busch (1818–1907). Das Geschäft und ihre Wohnung befanden sich ab 1863 im damaligen Reichelschen Vorderhaus An der Pleiße 7 (heute Martin-Luther-Ring) in Leipzig.
In ihrem geschäftlichen Leben hatte Auguste Busch die Notwendigkeit erkannt, Mädchen Unterricht in speziellen Handarbeiten zu erteilen. Sie gab deshalb nebenher Anleitungen im Wäschezuschneiden, Anfertigen von Damenkonfektion und Putz. Methodisch holte sie sich Rat im Lette-Verein Berlin, in der Mode-Academie Dresden und bei Julie Legorju in Kassel, der wesentlichen Vertreterin für die Neugestaltung des Handarbeitsunterrichts.
In der ersten Hälfte der 1870er Jahre verfolgte sie den Plan zur Gründung einer entsprechenden Handarbeitsschule. Im März 1875 stellte sie einen entsprechenden Antrag an das Leipziger Schulamt. Am 1. Oktober 1875 begann der Unterricht als Fachschule für weibliche Handarbeiten mit 47 Schülerinnen aus den „höheren Ständen“ in der Privatwohnung des Ehepaares Busch.
Nach diesem auch finanziell erfolgreichen Anfang baute Auguste Busch ihre Schule weiter aus. 1876 begann sie mit drei Studentinnen ein Seminar für Handarbeitslehrerinnen für Volks- und Gewerbeschulen, das erste in Sachsen und protegiert von der sächsischen Königin Carola. 1877 folgte eine Gewerbeschule für arme konfirmierte Mädchen.

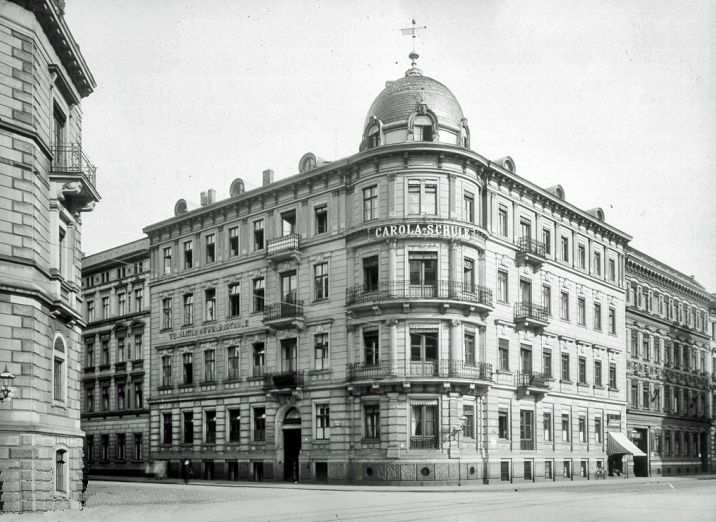
Carola-Schule Leipzig (um 1900), zerstört im Zweiten Weltkrieg

1878 kauften Auguste Busch und ihr Mann das Eckgrundstück Kleine Burggasse 6 (heute Straße des 17. Juni) Ecke Harkortstraße und finanzierten privat den Bau eines neuen Schulgebäudes für 218.000 Mark. Im Neubau erweiterte sich ab 1879 das Angebot um eine Abend-Nähschule für unbemittelte Frauen und Mädchen (1884), eine Abendkochschule für Lohnarbeiterinnen (1891), ein Seminar für Haushaltungslehrerinnen (1901) und Wanderkochkurse mit Anleitung zum Plätten (1903). 1893 wurde als juristischer Träger dieser Gewerbeschulinstitutionen der Carola-Verein gegründet, und der Name Carola-Schule bürgerte sich ein. Auguste Busch nannte sich nun Oberin.
Mit Ausnahme von Beihilfen für bedürftige Schülerinnen nahm sie keine öffentlichen Zuschüsse in Anspruch. Bis 1907 wurden durch amtliche Förderung und private Spenden 767 ganze und 373 halbe Freistellen finanziert. Insgesamt wurden über 3000 Mädchen und Frauen aus Arbeiterkreisen ausgebildet. Schulverwaltungsbeamte aus deutschen Städten, aber auch ausländische Delegationen hospitierten an der Leipziger Schule.
Auf Wunsch von Königin Carola gründete Auguste Busch 1884 die Obererzgebirgische Frauenschule mit Haushaltungsschule in Schwarzenberg, deren Oberleitung sie auch übernahm. 1904 nahm sie am Internationalen Frauenkongress in Berlin teil und an der Versammlung sächsischer Lehrerinnen in Leipzig.
Das kinderlose Ehepaar Busch machte per Testament die Stadt Leipzig zur Alleinerbin. Auguste Busch starb nach schwerem Herzleiden, ihr Mann folgte ihr vier Monate später. Beide wurden auf dem Neuen Johannisfriedhof beigesetzt. Die Schule wurde als Städtische Carola-Schule Leipzig fortgeführt. Im Zweiten Weltkrieg wurde die Carola-Schule zerstört. Das Grundstück ist bisher nicht wieder bebaut und wird als Parkplatz genutzt.

## Auszeichnungen
- 1900: Carola-Medaille in Silber
- 1902: Sidonien-Orden